# Frisco (Colorado)
Frisco és una població dels Estats Units a l'estat de Colorado. Segons el cens del 2000 tenia 2.443 habitants.

## Demografia
Segons el cens del 2000, Frisco tenia 2.443 habitants, 1.053 habitatges, i 527 famílies. La densitat de població era de 571,7 habitants per km².
Dels 1.053 habitatges en un 18,1% hi vivien nens de menys de 18 anys, en un 42,7% hi vivien parelles casades, en un 3,7% dones solteres, i en un 49,9% no eren unitats familiars. En el 23,9% dels habitatges hi vivien persones soles el 2,5% de les quals corresponia a persones de 65 anys o més que vivien soles. El nombre mitjà de persones vivint en cada habitatge era de 2,32 i el nombre mitjà de persones que vivien en cada família era de 2,66.
Per edats la població es repartia de la següent manera: un 14,2% tenia menys de 18 anys, un 12,6% entre 18 i 24, un 44,9% entre 25 i 44, un 23,2% de 45 a 60 i un 5% 65 anys o més.
L'edat mediana era de 33 anys. Per cada 100 dones de 18 o més anys hi havia 139 homes.
La renda mediana per habitatge era de 62.267 $ i la renda mediana per família de 70.556 $. Els homes tenien una renda mediana de 36.989 $ mentre que les dones 29.766 $. La renda per capita de la població era de 31.232 $. Entorn de l'1,7% de les famílies i el 7,2% de la població estaven per davall del llindar de pobresa.

## Poblacions més properes
El següent diagrama mostra les poblacions més properes.